# Dagmar Walle-Hansen

Dagmar Walle-Hansen (Christiania, 24 augustus 1871- 1954) was een Noors pianiste en muziekpedagoog.
Ze werd geboren binnen het gezin van Hans Martin Hansen (1837-1895) en muzieklerares Josefine Amelie Walle (1841-1925). Ze had een zuster Bergljot Walle-Hansen.
Der eerste lessen kreeg ze van Otto Winter-Hjelm en Agathe Backer-Grøndahl. Ze zette haar studie in 1890 voort in Wenen bij Theodor Leschetizky en bleef gedurende de jaren 1893 tot 1914 zijn assistent. Ze gaf ondertussen talloze concerten in Scandinavië, Duitsland en Oostenrijk. In 1903 wijdde het muziekblad "Svensk Musiktidning" een artikel aan haar. De organisten Ludvig Nielsen en Nicolai Edland Dirdal kregen lessen van haar. Ook pianisten Eline Nygaard Riisnæs, Thora Bratt en Mathilde Rishovd waren leerlingen van haar.
Dagmar Walle-Hansen hielp componist en pianist Ludvig Irgens-Jensen van zijn spierpijn af, toen hij werken van Robert Schumann probeerde in te studeren. Het bleek aan zijn manier van instuderen te liggen.
Enkele concerten:
- 28 oktober 1892, waarschijnlijk eerste zelfstandige concert met werken van onder meer Xaver Scharwenka en Leschetizky
- 24 maart 1896; concert met Edvard Grieg en Ellen Gulbranson in Wenen met werken van Grieg
- 23 maart 1918, concert met Musikforeningen onder leiding van Karl Nissen waarbij ze het pianoconcert van Robert Schumann speelde

Minstens drie werken zijn aan haar opgedragen:
- Agathe Backer-Grondahl: Tre claverstykker opus 35
- Halfdan Cleve: Seks pianostykker opus 18
- Theodor Leschetizky: Contes de jeunesse opus 46

Op 1 juli 1918 ontving ze de onderscheiding Orde van Sint-Olaf net als collegamuzikant Hans Marcus Zapffe.